# Almagro (Madrid)
Almagro és un barri del districte de Chamberí, a Madrid. Té una superfície de 93,99 hectàrees i una població de 18.593 habitants. Està delimitat pels carrers José Abascal, Passeig de la Castellana fins a la Plaça de Colón, carrer Génova i carrer de Santa Engracia. Limita al nord amb el barri de Ríos Rosas, a l'oest amb Trafalgar, ambdós de Chamberí; al sud amb el barri de Justicia (Centro) i a l'est amb els barris de Recoletos i Castellana, ambdós al districte de Salamanca.

## Edificis representatius
- Museu Sorolla (passeig del General Martínez Campos)
- Patronato de Enfermos (calle Santa Engracia, 11)
- Convent i Església de San José de la Montaña, (carrer Fernández de la Hoz)
- Salesas Reales